# Ivan Pernar
Ivan Pernar (3. listopadu 1889 Marija Gorica – 2. dubna 1967 New York) byl chorvatský právník a politik.

## Život
Narodil v Hrastině v Marija Gorici u Zaprešiće. Vystudoval klasické gymnázium v Záhřebu, na kterém dokončil studium v roce 1909. Studoval právo na Právnické fakultě Záhřebské univerzity.

## Politická kariéra
Byl členem Chorvatské rolnické strany. Po vzniku Království Srbů, Chorvatů a Slovinců působil od 20. let jako zástupce volebního obvodu Ludbreg v jugoslávském Národním shromáždění v Bělehradě. Od roku 1926 působil v jugoslávské vládě na funkci podtajemníka na Ministerstvu vnitra. 20. června 1928 byl zraněn při parlamentním atentátu na vůdce Chorvatské rolnické strany Stjepana Radiće politikem Národní radikální strany Punišou Račićem.

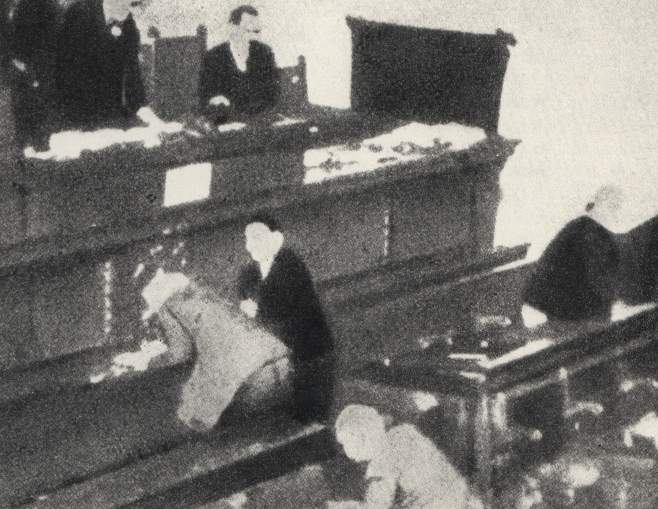
Atentát v Národním shromáždění v roce 1928

Po svém uzdravení působil nadále ve své právnické praxi, protože v roce 1929 byla omezena politická činnost královskou diktaturou Alexandra I. Karađorđeviće. 14. března 1933 byl odsouzen k jednomu roku odnětí svobody za svou ilegální politickou činnost. Svůj trest si odpykal ve věznici ve Sremské Mitrovici. Po obnovení parlamentu působil jako člen vedení Chorvatské rolnické strany. Z popudu Chorvatské rolnické strany se 21. srpna 1938 jako představitel Chorvatů zúčastnil pohřbu vůdce Hlinkovy slovenské ľudové strany Andreje Hlinky v Ružomberku. Po vytvoření autonomní chorvatské vlády v roce 1939 působil jako senátor parlamentu Chorvatské bánoviny. Po vzniku Nezávislého státu Chorvatsko byl několikrát vězněn ustašovským režimem. V roce 1944 byl znovu uvězněn za účast na spiknutí Lorković-Vokić, které se snažilo o přechod Chorvatska na stranu spojenců.

## Exil a smrt
V roce 1945 byl nedlouho před pádem Chorvatska propuštěn díky intervenci kardinála Alojzije Stepinace. Poté odchází přes rakouský Klagenfurt do emigrace před komunistickými partyzány. Přes Salcburk odchází do Říma odkud v září 1945 odchází do New Yorku. Tam působil v exilové organizaci Chorvatské rolnické strany. Byl redaktorem kanadského deníku Hrvatski hlas. Účastní se na mnoha setkáních Chorvatů ve Spojených státech a Kanadě, kde vystupuje jak proti režimu Socialistické federativní republiky Jugoslávie, tak i na Západě silnému a vlivnému chorvatskému ustašovskému exilu. 
Zemřel v New Yorku 2. dubna 1967. Byl pohřben na katolickém hřbitově svatého Raymonda v Bronxu. Po roce 1991 bylo jeho tělo převezeno na národní hřbitov Mirogoj v Záhřebu. Jeho prasynovcem je Ivan Pernar, zakladatel strany Živý štít a v letech 2016–2020 poslanec chorvatského Saboru.